# 香港電影新浪潮
香港電影新浪潮，簡稱香港新浪潮（英語：Hong Kong New Wave）是於1970年代末至1980年代初香港電影的一個潮流，參與者多為擁有電視製作經驗或於美國或者英國電影課程資歷的年青導演，當中包括徐克、許鞍華、嚴浩、譚家明和方育平以及牟敦芾、余允抗等等。他們在1970年代回到香港後都加入本地電視台發展；在電視台磨鍊後，離開電視台發展各自的電影事業。在此期間拍攝的一批風格清新的影片。1978年8月18日出版的電影雜誌《大特寫》（《電影雙周刊》的前身）發表了一篇文章，題目是《香港電影新浪潮：向傳統挑戰的革命者》，首次用新浪潮一詞來期待香港的新電影。
香港人的身份認同確立及第二次世界大戰後，粵語文化的盛行成為了香港新浪潮的創作因素。新浪潮期間，比較著名的包括許鞍華導演的《瘋劫》、《撞到正》、《投奔怒海》，譚家明導演的《烈火青春》、《愛殺》、《名劍》，徐克導演的《蝶變》、《地獄無門》及《第一類型危險》，梁普智於1976年導演的《跳灰》，章國明導演的《點指兵兵》、《邊緣人》，嚴浩導演的《茄喱啡》、《夜車》，方育平導演的《半邊人》、《父子情》，余允抗的《山狗》、《凶榜》（1981）及《師爸》、牟敦芾的《打蛇》。
香港新浪潮的導演將人際關係、社會問題、家庭及香港文化納入為題材，為當時的香港電影帶來一片新景象。

## 背景
1970年代末期，國際形勢動盪不安，香港經濟的高度發展和騰飛、獨立電影製片機構的風起雲湧，具有正義感的影視工作者鄙棄「四頭」（噱頭、拳頭、枕頭、鬼頭）影片而開拓新路。在這樣的背景下，一批從國外電影學院畢業回港並從事電視編導工作的年輕導演，他們本着對電影的熱誠，及年青人的獨特創意和社會觸覺，拍攝出了一批完全不同於傳統香港電影的充滿個人色彩的新潮電影。為香港電影帶來了富神采而短暫的變奏。這批影片的賣座雖然不是特別高，卻為港片在編導手法和攝製技術上呈現出異於傳統香港片的新風貌。
拍攝於1976年的《香港奇案之二：兇殺》（包括臨村兇殺案、大家姐、鬼頭仔及紙盒藏屍）和稍後的《撈過界》（又名《大好彩》，牟敦芾導演，1978）也同是香港新浪潮電影的該前奏之一。
1976年，梁普智、蕭芳芳導演的《跳灰》一般被認為是新浪潮的先聲，1977梁普智接着拍《狐蝠》，1978年，嚴浩導演了《茄喱啡》，打響了新浪潮的第一槍。之後是1979年，三位青年導演分別推出了他們的電影處女作：徐克把科幻和武俠合二而一，推出了「未來主義武俠片」《蝶變》，許鞍華的《瘋劫》根據一起真實案件改編，把懸念和推理結合起來處理兇殺案件，章國明的《點指兵兵》以逼真自然的光影展示警探和罪犯的搏殺。這三部影片標誌着新浪潮的正式誕生。隨後，嚴浩、卓伯棠、劉成漢、方育平、蔡繼光、翁維銓、譚家明、黃志強、單慧珠、唐基明、張堅庭、黎大煒、于仁泰等相繼崛起，拍攝了《父子情》、《煲車》、《夜車》、《行規》、《投奔怒海》、《似水流年》、《喝采》、《舞廳》、《慾火焚琴》、《師爸》、《山狗》、《冤家》、《忌廉溝鮮奶》、《表錯七日情》、《再生人》及《牆內牆外》等新觀念與新形式相結合的影片，形成了一股強勁的衝擊波。在短短的時間內，竟有幾十位銳氣十足的年輕導演拍出了他們的處女作。不僅票房價值頗高，還獲得了電影界和觀眾的一致好評，同時也受到製片人的青睞。

## 影響
七十年代末八十年代初的香港電影新浪潮，在香港電影和全球華語電影百多年的發展歷史上影響卓越，可以說將兩岸三地的華語電影的創作和製作，進行了革新，是亞洲電影史中重要的電影改革運動，華語電影工業上的現代化革命。
帶領潮流的是一群戰後出生的香港電影工作者，不少曾負笈外國修讀電影等文化知識，並將西方的文化模式，帶進香港和兩岸，全面衝擊和革新了傳統香港和華語影視製作的模式。這群香港新浪潮導演，摒棄傳統電影公司依仗大型片場和院線、產銷結合的舊式片廠制框框：創作上，全面走進社會民間，取材自大眾生活，聚焦社會議題，嶄新破格的敘事手法，大膽採用電影語言針砭時弊。製作上，採用全實景拍攝，表達方式百花齊放、創意大膽，鏡頭風格凌厲，融合現代聲光電科技，刻畫出多層次的人性角色和真情實感，極盡視聽之娛和感官衝擊。
香港電影新浪潮影響下，在嘉禾電影公司、新藝城電影公司、德寶電影公司等香港片商的帶動下，八十年代影響至台灣，帶動起台灣新電影運動，台灣新電影運動被稱為台灣電影新浪潮，台灣新電影同樣由一群創作大膽、銳意創新的年輕電影人帶起，取材自社會焦點，注入大量人文關懷，革新了台灣影業。
香港電影新浪潮也影響到中國大陸和韓國、日本，不少中國第六代導演，就是受香港電影新浪潮影響。韓國導演也受熏陶，日后韓片的風格不少有香港電影的影子和痕迹。

## 相關參見
- 法国新浪潮